# 氯酸镁
氯酸镁（Magnesium chlorate），化学式Mg(ClO3)2·6H2O。常带有六个结晶水（六水合氯酸镁）。

## 性质
氯酸镁为无色斜方片状或针状结晶。溶于水，微溶于醇、丙酮。

## 制备
通过氯酸钠溶液与氯化镁溶液反应，蒸发浓缩、冷却，制得氯酸镁。
{\displaystyle {\rm {\ 2NaClO_{3}+MgCl_{2}\cdot 6H_{2}O\rightarrow Mg(ClO_{3})_{2}\cdot 6H_{2}O+2NaCl}}}